# 野元昭嘉
野元 昭嘉（のもと あきよし、1976年7月20日 - ）は滋賀県出身の元騎手・現調教助手。
父は元騎手で元調教師の野元昭。

## 経歴
野元が幼少の頃には父・昭は調教師になっており、いつも寝起きした所には馬が20頭程いたため、いつでも厩舎で馬を触れていた。その内に競馬を見るようになって「騎手ってカッコ良いな」と思うようになり、中学校の頃には乗馬を始めた。同期生と皆で集まって遊びながら、日曜日のメインレースは家で競馬を見て、オグリキャップがラストランの第35回有馬記念を勝った時は鳥肌が立った。
周囲も西浦勝一の息子や西橋豊治の息子が同級生であったほか、西谷誠も同期で幼なじみ、学校が違った福永祐一も小さい頃から遊んでいた幼なじみであったため、中学の頃は乗馬と競馬の話で回っていた。
競馬学校騎手課程に11期生として入学するが、いきなり違う環境で、親元を離れてしんどかった。同期の西谷や顔見知りがいたためホームシックにはかからなかったが、学ぶことに時間に追われた。入学から卒業まで成績1位を維持し、馬を制御したり、引っ掛かる馬を抑えるのに誰よりも自信を持つようになった。
1995年に父・昭の厩舎からデビューし、同期には西谷の他には金折知則らがいる。1年目の1995年は3月4日の中京第2競走4歳未勝利・バンダムフェイマス（16頭中13着）で初騎乗を果たし、同日の第7競走5歳以上500万下・ルネサンスシチーで初勝利を挙げる。翌5日も中京第4競走4歳未勝利・エイシンオーガスタで初の2日連続勝利を挙げるなど、その後もコンスタントに勝ち星を重ねる。夏の小倉では8月6日に初の1日3勝を挙げ、重賞初騎乗となった小倉3歳Sではアブサルートで3着に入る。同年は初の2桁で20勝超えの29勝を挙げ、中央競馬関西放送記者クラブ賞を受賞するが、この年がキャリアハイとなった。同年から2000年まで6年連続2桁勝利を記録し、2年目の1996年は若干伸び悩んだものの17勝をマーク。4月6日の阪神第12競走4歳以上900万下では16頭中12番人気のワンダーサーティ、6月8日の中京第2競走4歳未勝利では12頭中10番人気のテンユウ、11月23日の京都第8競走4歳以上500万下では15頭中14番人気のサーモントップで勝利して馬連万馬券を演出し、その間の10月27日には京都で初の1日2勝をマーク。
3年目の1997年から2000年まで4年連続20勝台を記録し、1997年7月12日の小倉第1競走4歳未勝利では13頭中13番人気のワンダーバイスで単勝32120円の大波乱を呼ぶ。1998年からはフリーとなり、新潟記念では11番人気のファーストソニアでオフサイドトラップの3着に入り、11月8日の福島で初の1日4勝を挙げる。同年からはエイシンルーデンスの主戦騎手も務め、GI初騎乗となった阪神3歳牝馬Sでは果敢に逃げを打つも直線で失速しスティンガーの7着に敗れるが、3週間後のフェアリーステークスでは番手でレースを進めて2着に入る。エイシンルーデンスは調教も引っ掛かるなど気性の激しい馬であり、デビュー戦はスタートも出ず、被って、天井を向いて走っていた。それでも首を上げながら走って4着に来たため、2戦目からはハナを切ってぶっちぎった。1999年にはチューリップ賞を逃げ切って人馬共に重賞初制覇を果たし、本番の桜花賞では逃げて9着に敗れるが、出遅れたスティンガーには先着した。暮れの阪神牝馬特別ではオークス馬エリモエクセルをクビ差抑えると同時に、エイダイクイン・ヒシピナクル・ブロードアピール・エガオヲミセテに秋華賞馬ブゼンキャンドルを封じて2着に逃げ粘る。明けて2000年の京都牝馬特別でもスティンガーにハナ差交わされるが、エイダイクイン・ブロードアピールを封じて2着に逃げ粘った。
1999年は北九州記念でエイシンビンセンスに騎乗し、逃げるアンブラスモアを交わすと同時にツルマルツヨシ・カネトシガバナーを抑えて重賞2勝目、小倉で行われた愛知杯ではバンブーマリアッチで重賞3勝目を挙げるが、同年以降は重賞勝利が無かった。
2001年以降は騎乗数が減ったこともあり勝ち数が伸び悩み、2001年は初の1桁となる8勝に終わり、2002年から2004年には3年連続10勝台を記録。1桁〜10勝台に落ち込んでいたが、騎乗数は年間200鞍以上をキープし、2着が多いのが特徴的となっていた。2006年には最後の2桁となる13勝をマークし、小倉2歳Sではニシノマオでアストンマーチャンの2着に入る。2009年からは野元昭厩舎に復帰し、2011年からは昭の定年により再びフリーとなるが、2012年11月には松田博資厩舎の所属となる。12月9日の阪神第9競走エリカ賞でラストインパクトに騎乗し2着に入るが、同馬は入厩後のデビュー前から乗っていた馬で、デビュー後も調教には騎乗して「古馬みたいな背中の感じがするから走るな」と思っていた。レースでの騎乗は最初で最後となったが、馬込みの間から突っ込みながら出していくも、最後はスローペースで逃げ切られた。それでも内にいた福永のサトノプレステージ、後ろにいた川田将雅のリジェネレーションには先着した。最後の騎乗となった同16日の中京第3競走3歳以上500万下・キセキノハナで勝利で飾り、引退式は口取り後のウイナーズサークルで行われ、親交が深い松田大作、古川吉洋から花束を贈呈された。20日付で現役を引退。
引退後は松田厩舎の調教助手に転身し、持ち乗り助手としてラストインパクトを担当 。松田の定年後は渡辺薫彦厩舎で攻め専を務め、ヴェラアズールを担当している。
開業から１月遅れで福永厩舎に加わった。

## 騎乗成績
| 年度   | 1着 | 2着 | 3着 | 騎乗数 | 勝率 | 連対率 | 複勝率 |
| ------ | --- | --- | --- | ------ | ---- | ------ | ------ |
| 1995年 | 29  | 32  | 25  | 483    | .060 | .126   | .178   |
| 1996年 | 17  | 30  | 31  | 419    | .041 | .112   | .186   |
| 1997年 | 26  | 25  | 17  | 410    | .063 | .124   | .166   |
| 1998年 | 22  | 32  | 22  | 434    | .051 | .124   | .175   |
| 1999年 | 23  | 28  | 31  | 424    | .054 | .120   | .193   |
| 2000年 | 20  | 26  | 14  | 402    | .050 | .114   | .149   |
| 2001年 | 8   | 11  | 22  | 321    | .025 | .059   | .128   |
| 2002年 | 14  | 8   | 15  | 332    | .042 | .066   | .111   |
| 2003年 | 12  | 20  | 18  | 355    | .034 | .090   | .141   |
| 2004年 | 11  | 23  | 9   | 285    | .039 | .119   | .151   |
| 2005年 | 6   | 11  | 8   | 244    | .025 | .070   | .102   |
| 2006年 | 13  | 15  | 24  | 287    | .045 | .098   | .181   |
| 2007年 | 7   | 20  | 12  | 269    | .026 | .100   | .145   |
| 2008年 | 6   | 11  | 9   | 225    | .027 | .076   | .116   |
| 2009年 | 7   | 10  | 8   | 213    | .033 | .080   | .117   |
| 2010年 | 8   | 10  | 10  | 215    | .037 | .084   | .130   |
| 2011年 | 7   | 5   | 9   | 210    | .033 | .057   | .100   |
| 2012年 | 2   | 2   | 2   | 170    | .012 | .024   | .035   |
| 中央   | 238 | 319 | 286 | 5698   | .042 | .098   | .148   |
| 地方   | 6   | 10  | 12  | 126    | .048 | .127   | .222   |

|            | 日付          | 競馬場・開催  | 競走名         | 馬名               | 頭数 | 人気 | 着順 |
| ---------- | ------------- | ------------- | -------------- | ------------------ | ---- | ---- | ---- |
| 初騎乗     | 1995年3月4日  | 1回中京1日2R  | 4歳未勝利      | バンダムフェイマス | 16頭 | 7    | 13着 |
| 初勝利     | 1995年3月4日  | 1回中京1日7R  | 5歳上500万円下 | ルネサンスシチー   | 16頭 | 6    | 1着  |
| 重賞初騎乗 | 1995年9月3日  | 3回小倉8日11R | 小倉3歳S       | アブサルート       | 13頭 | 7    | 3着  |
| 重賞初勝利 | 1999年3月6日  | 1回阪神3日11R | チューリップ賞 | エイシンルーデンス | 14頭 | 2    | 1着  |
| GI初騎乗   | 1998年12月6日 | 6回阪神2日11R | 阪神3歳牝馬S   | エイシンルーデンス | 13頭 | 6    | 7着  |

### 主な騎乗馬
- エイシンルーデンス（1999年チューリップ賞）
- エイシンビンセンス（1999年北九州記念）
- バンブーマリアッチ（1999年愛知杯）

その他
- アンブラスモア
- エイシンデピュティ
- ディープスカイ
- ラストインパクト
- ケイティラブ